# デベクート
デベクート (Devekut, debekuth, deveikuth) は、"献身"、"神に執着"の意味。神との親密性を示す、ユダヤ人の概念。ユダヤ人の祈りにより達成された深い、トランス状態による瞑想的を意味する。ユダヤ教の神秘主義に関連している。バアル・シェム・トーヴにより普及が見られた。

## カバラにおいて
カバラでは、エリート学者のサークルで、練習を通じてデベクートの神秘的な状態を求める。
中世やルネサンスでは、デベクートは多くの条件に依存していた。テキストに具体化された歴史的なカバラの形は、主流ラビのテキストを広範に理解する必要があった。その後、サバテ族とその後継者によるカバラの異端の誤解の中で生まれた。デベクートを実践するには、高度な理解が必要で、禁欲的な練習が必要とされていた。

## ハシディズムにおいて
ハシディズでは、デベクートは有神論を神の礼拝に昇華させることによって達成された。バアル・シェム・トーヴはユダヤ教の奉仕による優れた優位性を教え、霊性の中に物質主義を取り入れた。